# Kemence csillagkép

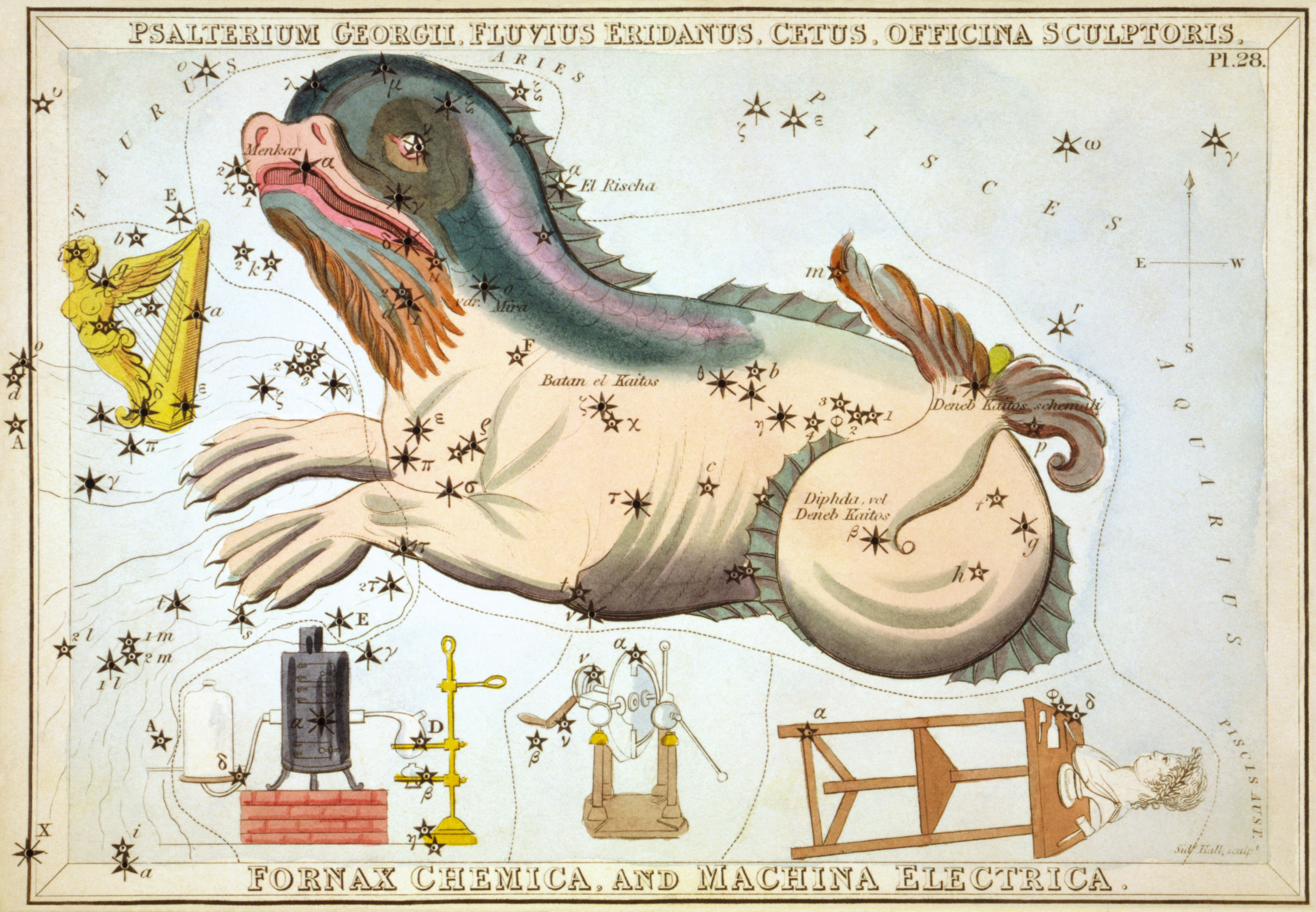
A Kemence csillagkép a Cet alatt

A Kemence csillagkép

A Kemence (latin: Fornax) egy  csillagkép a déli égbolton. A 88 modern csillagkép egyike. A kicsiny, csak halvány csillagokból álló konstellációt a 18. században vezette be Lacaille. Déli elhelyezkedése miatt Közép-Európából még éppen megfigyelhető tiszta őszi éjszakákon. Területén rengeteg fényes galaxis, és galaxishalmaz található, valamint néhány nagyobb kiterjedésű csillaghalmaz, és egy szintén fényes planetáris köd.

## Története, mitológia
A csillagképet 1756-ban Nicolas Louis de Lacaille  francia csillagász nevezte el a 18. században. Eredeti neve Fornax Chemica (vegyi kemence) volt, ebből rövidült a név a mai alakra.

## Csillagok
- α Fornacis - DALIM: a látszó fényessége 3,9 magnitúdó. F8 színképtípusú csillag, egy hozzá közeli, hatodrendű kísérővel. 46 fényévre van a Naptól. A megpillantásához közepes méretű távcső szükséges.
- β Fornacis 4,5 magnitúdós, G6 színképtípusú.
- {\displaystyle w} Fornacis egy szép kettős; a főcsillag 4,9m-s míg a 10,8"-re lévő kísérő 7,9m fényerejű

## Mélyég objektumok
A csillagkép távol található a galaktikus egyenlítőtől, ezért az égbolt ezen területe a galaxisok és galaxishalmazok birodalma. 
- NGC 1097: A csillagkép közepén helyezkedik el ez a 9,25m-s Sbc besorolású spirálgalaxis. Egyéb jellemzők: (AGN – Active nucleous galaxy)
- PGC 10093 Fornax-törpe: A csillagkép legismertebb és egyik legizgalmasabb objektuma ez a közeli törpegalaxis. 1938-ban fedezte fel Harlow Shapley fotografikus úton Dél-Afrikából. A galaxis látszó mérete 57'×43', azaz majdnem kétszer akkora felületű, mint a telihold. Mivel integrált fényessége csupán 8,8m, ezért rendkívül nehéz észlelni.  Hivatalos besorolása: "Dwarf E3 – This is a dwarf elliptical galaxy", s a rendszer a Lokális galaxishalmaz része, mivel saját Tejútrendszerünk körül kering. Az objektum felületén egy gömbhalmaz is észlelhető, az NGC 1049, melyet már jóval korábban katalogizáltak.
- NGC 1316: A csillagkép egyik legnagyobb látszó fényességű galaxisa ez a 8,77m-s, 7'×5,5' méretű S0 osztályú lentikuláris galaxis. A galaxisban 3 szupernóvát jegyeztek fel eddig: SN 1981D, SN2006dd, SN 2006mr.
- NGC 1344: E3 besorolású elliptikus galaxis. Fényereje 10,3m, mérete 4'×2,3'.
- NGC 1398: A csillagkép északkeleti régiójában található ez a 9,7m-s, 6,6'X5' méretű, S(B)b- I osztályú horgas spirálgalaxis.
- NGC 1350: A csillagkép délkeleti részén lelünk rá erre a 10,5m-s, 6'×3' méretű, SBb(r) I osztályú gyűrűs spirálgalaxisra. 1959-ben szupernóvát katalogizáltak benne, az SN 1959A jelzésűt.
- NGC1399: A Fornax-galaxishalmaz egyik legsűrűbb tartományában találjuk ezt a galaxist, még éppen az Eridanus határvonala mellett. 9,8m-s, 3'×3'-es, E1p osztályú elliptikus galaxis.
- NGC 1360: A csillagkép különlegessége ez a planetáris köd. Fényessége 11,2m, mérete 540"×30" (ívmásodperc), így a déli félgömbön élők már közepes távcsövekkel is megfigyelhetik. Központi szülőcsillaga a CPD-26.389 jelzést viseli.
- Harrington 2: Ez a csillaghalmaz a déli féltekéről akár szabad szemmel is észlelhető, de Magyarországról is látható már kisebb távcsövekkel. A halmaz másik elnevezése; Alessi 13, koordinátái: 03h27.5m -35°41' Mérete: 53'×52'